# Feitknechtite
La feitknechtite è un minerale.